# Allegiant Stadium
Het Allegiant Stadium is een multifunctioneel stadion in Paradise, een stad bij Las Vegas in de Amerikaanse staat Nevada. Het is de thuisbasis van de Las Vegas Raiders van de National Football League (NFL) en het Rebels college football-team van de University of Nevada, Las Vegas (UNLV).

## Geschiedenis
In 2016 werd door Mark Davis, de eigenaar van de NFL-club Raiders, geopperd om te verhuizen van Oakland naar een andere locatie. In 2017 besloot het American footballteam te verhuizen naar Las Vegas met goedkeuring van de organisatie van de NFL. Er moest ter plaatse wel een nieuw stadion komen. De bouw ervan begon op 18 september 2017. Op 13 november werd een ceremonie gehouden als officiële start van de bouw; daarbij werd ook stilgestaan bij de schietpartij die een maand eerder in Las Vegas hadden plaatsgevonden. De bouw duurde van 2017 tot in 2020. De opening werd echter door de Coronacrisis bemoeilijkt. Zo werd het concert met Garth Brooks verplaatst van augustus 2020 naar februari 2021.

## Evenementen
Het eerste evenement dat wel in het stadion kon plaatsvinden, was de wedstrijd waarbij Raiders won van New Orleans Saints (34–24) op 21 september 2020.
In het stadion was op 1 augustus 2021 de finale van de CONCACAF Gold Cup 2021. In die finale won de Verenigde Staten met 1–0 van Mexico.
Op 11 februari 2024 werd er de finale van Super Bowl LVIII tussen de San Francisco 49ers en de Kansas City Chiefs gespeeld.
Op 21 augustus 2021, hield de Amerikaanse worstelorganisatie World Wrestling Entertainment (WWE) haar derde grootste evenement SummerSlam in het stadion. Dezelfde organisatie organiseert het grooste evenement van het jaar: WrestleMania 41. Dit evenement wordt beschouwd als de "Super Bowl" van sportentertainment. Het evenement staat gepland op 19 en 20 april 2025.